# Kazimierz Tomys
Kazimierz Tomys (ur. 17 grudnia 1945 w Wiosce) – polski basista rockowy i bluesowy.

## Życiorys
Uczył się gry na fortepianie i gitarze. Związany był z wrocławskim środowiskiem muzycznym, gdzie grał na gitarze basowej w zespołach: Kolorowi (1963–1964), Widma (1964–1966), zaś we wrześniu 1968 roku dołączył do nowego składu grupy ELAR (już bez „5” w nazwie), który współtworzyli wraz z nim: Waldemar Domagała (śpiew, gitara, harmonijka ustna, flet), Jerzy Czeladyn (gitara solowa) i Grzegorz Zydel (perkusja). Jeszcze w 1968 r. powstały nagrania studyjne zespołu, zarejestrowane dla Redakcji Muzycznej Polskiego Radia w Warszawie, m.in. Moloch (sł. A. Kuryło) i Wrocławski czas (sł. R. Wojtyłło), które pokazują najbardziej dojrzałe artystycznie i muzycznie oblicze wrocławskiej formacji. Zespół nadal cieszył się uznaniem i był nagradzany na rozmaitych imprezach muzycznych i kulturalnych. W tym okresie zajął I miejsce na Wrocławskiej Giełdzie Piosenki. W maju 1969 roku zespół zdobywa IV nagrodę w konkursie "Estrada Studencka '69" w ramach IV Festiwalu Kultury Studentów PRL w Krakowie za wykonanie utworów Komu kwitną chabry i Moloch. Dociera także do półfinału II Młodzieżowego Festiwalu Muzycznego. W listopadzie 1969 r. występuje jako jedna z czterdziestu polskich grup rockowych na prestiżowym I OFAB w Kaliszu. Nagrywa też w PR Wrocław. W artykule o zespole, zamieszczonym w czasopiśmie Jazz z listopada 1969 roku muzyk powiedział: Chciałem grać bluesy i dodał: Mój ideał to zespół Cream. 
Grał na gitarze basowej marki Defil, a następnie na gitarze basowej własnej roboty. Używał wzmacniacza HORN 40, wykonanego przez Wojciecha Hornowicza. Zespół ELAR zakończył działalność w początkach 1971 roku.